# José Manuel Barbosa Álvares
José Manuel Barbosa Alvares, nascido em Ourense em 1963, é professor, escritor e historiador galego.

## Trajetória
Formado como professor pela Universidade de Santiago de Compostela em 1984, é docente de Educação Física no Ensino Primário. Estudou História na UNED e tornou-se um destacado medievalista. É um destacado reintegracionista, membro da Associação Galega de Língua e académico da Academia Galega de Língua Portuguesa. Faz também parte do Instituto Galego de Estudos Célticos.

## Obra
Ele publicou os seguintes livros:
- Curso prático de Galego (1999). Associaçom Galega da Língua.
- Âmago/Mágoa (2002). Baía Edicións.
- Bandeiras da Galiza (2006), Associaçom Galega da Língua.
- Atlas Histórico da Galiza (2008), Edições da Galiza.
- Bandeiras da Galiza (2011), Através Editora
- A evolução histórica dos límites da Galiza (2021), Através Editora.
- Porque caiu a Galiza?. A Coroa Galaica durante a Era Compostelana (2022). Através Editora.